# Исламов, Олег Хамитович
Олег Хамитович Исламов (род. 5 августа 1953, Новосибирск) — советский и украинский хоккеист, нападающий. Тренер.

## Биография
Сын хоккеиста и футболиста Хамита Исламова. Воспитанник новосибирской «Сибири», тренеры Николай Иванович Грачёв, В. П. Звонарёв, Василий Васильевич Бастерс. Начинал играть на позиции защитника.
В первом периоде матча финального турнира молодёжного чемпионата СССР против «Торпедо» Горький (11:2) 1971/72 забил пять шайб и получил приглашение от «Динамо» Киев, однако в конце матча получил перелом лодыжки. Сезон 1971/72 отыграл в первой лиге за «Сибирь». Летом 1972 года нелегально перешёл в киевское «Динамо» и полгода не играл, так как не был заявлен. Со следующего сезона играл за киевский «Сокол», с которым в 1978 году вышел в высшую лигу. Всего провёл за команду 12 сезонов, с 1984 года был капитаном команды, в сезоне 1984/85 стал бронзовым призёром чемпионата СССР.
В 1985—1988, 1994—2001 годах играл в низших лигах Германии за клубы «Гамбург», «Берлинер СК», «Росток».
В 1991—1994 годах — тренер в киевских клубах ШВСМ и «Сокол-2», в молодёжной сборной Украины. С 2001 по 2013 год — тренер в школе «Сокола». Тренер молодёжной команды «Льдинка» (2014/15), главный тренер клуба «Рапид» Киев (2015/16).